# وزارة الثقافة (أذربيجان)
وزارة الثقافة في جمهورية أذربيجان (بالأذرية: Azərbaycan Respublikası Mədəniyyət Nazirliyi) هي السلطة التنفيذية التي تنظم سياسة الدولة في ميادين الثقافة والفن والسياحة والتاريخ والثقافة، والنشر، والتصوير السينمائي.ألغيت وزارة الثقافة في جمهورية أذربيجان ووزارة الشباب والرياضة والسياحة في جمهورية أذربيجان بموجب مرسوم رئيس أذربيجان إلهام علييف بتاريخ 30 يناير 2006، وأنشئت وزارة الثقافة والسياحة على أساس وزارة الثقافة في جمهورية أذربيجان.
بموجب مرسوم رئيس أذربيجان إلهام علييف عن بعض الإجرائات يتعلق بتحسين إدارة الدولة في حقل السياحة والثقافة بتاريخ 20 أبريل، عام 2018, الغيت وزارة الثقافة والسياحة في جمهورية أذربيجان و تأسست وزارة الثقافة في جمهورية أذربيجان و وكالة السياحة الحكومية في جمهورية أذربيجان.
وزير الثقافة في جمهورية أذربيجان هو أبولفاس قراييف.

## نشاطها
تقع وزارة في باكو. يتم تمويل الوزارة أساسيا من قبل ميزانية الدولة. يحدد القانون الذي أقره الرئيس الاتجاهات الرئيسية والمهام والحقوق وتنظيم نشاط هذه الهيئة الحكومية.
وفي الوقت الحاضر، تتكون نطاق نشاط الوزارة الثقافة من 28 مسرح, 6.308 اثار التاريخ والثقافة، سيرك, 12 قاعة الموسيقية للحفلات, 3.985 مكتبة, 189 مسرح, 234 مدرسة للأطفال، للفن وللثقافة, 33 قاعة المعرض, 21 حمى حكومي, 60 حديقة للثقافة وللترفيه, حديقة حيوانات, 7 استوديوهات لإنتاج الأفلام تشمل «أذربيجان فيلم», 134 دور السينما في المدن والمناطق، صندوق الدولة للسينما، معهد الثياحة للدولة, مدرسة باكو للرقص، المركز الوطني للطهي، 62 إدارة إقليمية وثقافية وسياحية، وزارة الثقافة والسياحة في جمهورية نخجوان الذاتية، مكاتب السياحة في مدينة باكو، كنجه، وسومقاييت، مركز الخيول في ريف شكي، مركز المعلومات للسياحية في باكو، مخيم لنكران للأطفال.
تروج وزارة الثقافة في كل العالم ثقافة أذربيجانية بواسطة المنظمات الدولية مثل الأمم المتحدة، رابطة الدول المستقلة، منظمة غوام للتطوير الديمقراطي والاقتصادي، الاتحاد الأوروبي، منظمة التعاون الإسلامي، يونسكو, المنظمة الإسلامية للتربية والعلوم والثقافة و أخرين.
```
[
7
]
```

## قيادة
- أبولفاس قراييف - وزير الثقافة - منذ عام 2006
- واقف علييف - النائب الأول للوزير.
- عدالت ولييف - النائب.
- محمدعلييفا سيودة - النائب.

## الهيكل التنظيمي
- جهاز الوزارة
- فرع الفنون
- فرع المؤسسات الثقافية
- فرع التصوير السينمائي
- فرع السياحة
- فرع العلوم والتدريب و شؤون مع الشباب
- قسم التعاون الدولي
- قسم الإقتصاد
- قسم التمويل والمحاسبة
- قسم الموارد البشرية
- قطاع البروتوكول
- قطاع التحليل الداخلي
- قسم المعلومات و العلاقات العامة[8]

## المواضيع التابعة لوزارة الثقافة في جمهورية أذربيجان
- المسارح
- المتاحف
- دور السينما
- المكتبات
- المساجد
- الكنائس
- المعارض الفنية للحكومية
- القصور
- استوديوهات الأفلام
- المقدسات
- سيرك
- مدارس الموسيقى للأطفال[9]
- البيوت الثقافية